# Стромбокактус
Стромбокактус (Strombocactus Britton & Rose 1922) — монотипний рід сукулентних рослин з родини кактусові. Містить єдиний вид Strombocactus disciformis (DC.) Britton & Rose 1922 (укр. стромбокактус дископодібний, стромбокактус дисціформіс).

## Етимологія
Родова назава походить від грец. strombos — «дзиґа», що пов'язано з дзигоподобною формою дорослих рослин. Іноді помилково цю рослину називають «peyote» або «peyotillo». Місцева назва стромбокактуса — «жива скеля».

## Історія систематики

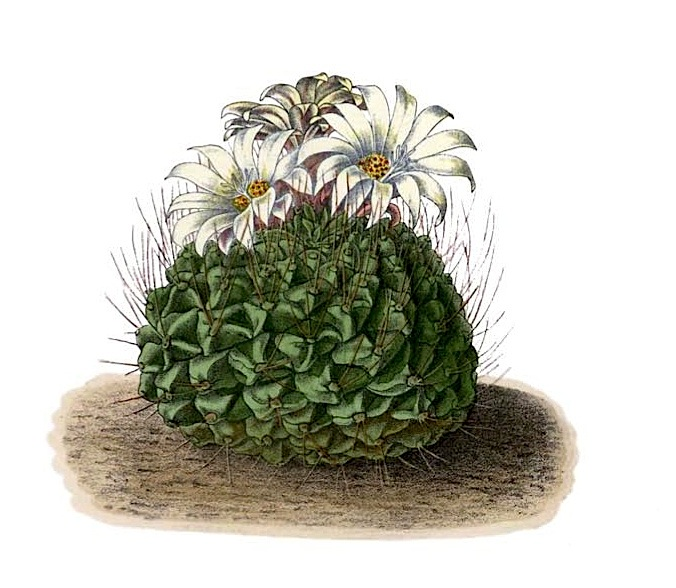
Ілюстрація Strombocactus disciformis у виданні 1904 року К. Шумана, М. Гюрке і Ф. Фаупеля «Blühende Kakteen» («Квітучі кактуси»)

Перший опис стромбокактуса, знайденого на вапнякових плоскогір'ях Мексики, зробив Огюстен Пірам Декандоль у 1828 році. Він відніс його до роду Мамілярія і описав як Mammillaria disciformis. Потім цей кактус відносили до родів Echinocactus, і Ariocarpus. У 1922 році Натаніель Бріттон і Джозеф Роуз виділили цей таксон в окремий рід Strombocactus.
Франц Буксбаум в 1950 році досліджував морфологію родів Strombocactus і Aztekium і зробив висновок, що вони близько пов'язані між собою. Однак, Сьюзен Скіллман і Едвард Андерсон у 1984 році видали порівняльний аналіз родів Strombocactus і Aztekium, в якому вони прийшли до висновку, що це два різних роди.
Види, що раніше належали до роду Strombocactus, нині зараховуються до роду Neolloydia.
У 2010 з'явилося повідомлення про відкриття нового виду цього роду — Strombocactus corregidorae (S.Arias & E.Sánchez), що відрізняється від Strombocactus disciformis колючками, квітками, насінням та деякими іншими ознаками.

## Ареал і екологія

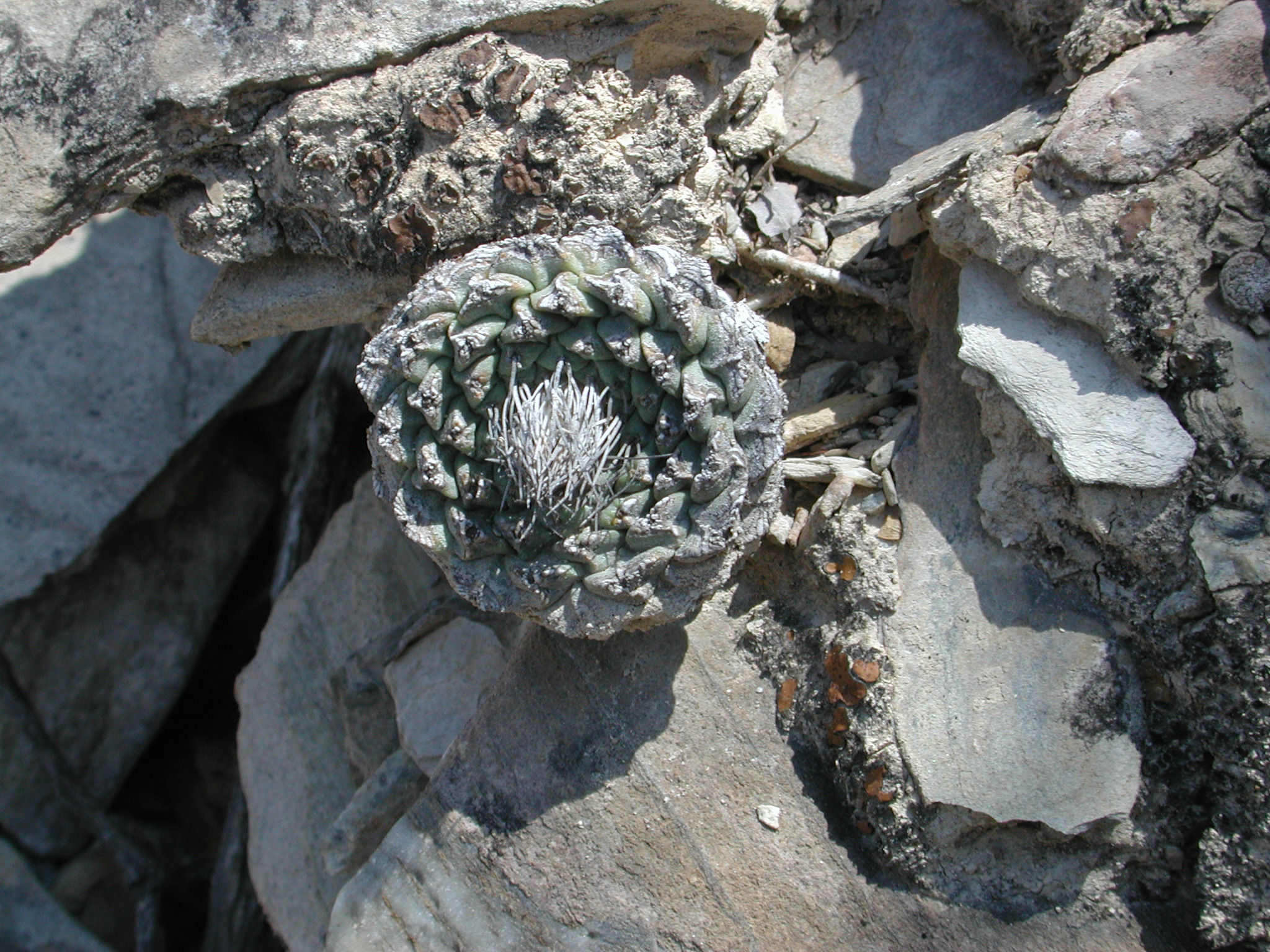
Стромбокактус поблизу Візаррона, штат Керетаро, Мексика

Стромбокактус є ендемічною рослиною Мексики. Ареал розповсюдження обмежений штатами Гуанахуато, Ідальго і Керетаро, де вони виростають на майже пилоподібних сланцевих породах, змішаних з глинистими відкладеннями, якими заповнені русла давно пересохлих річок і днищ озер. Блакитно-зелене або сірувате забарвлення маскує рослину під колір вапнякових сланців. Росте на висоті 1000—1600 м над рівнем моря на бідній живильними речовинами землі, сильно заглиблюючись у ґрунт.

## Загальна біоморфологічна характеристика

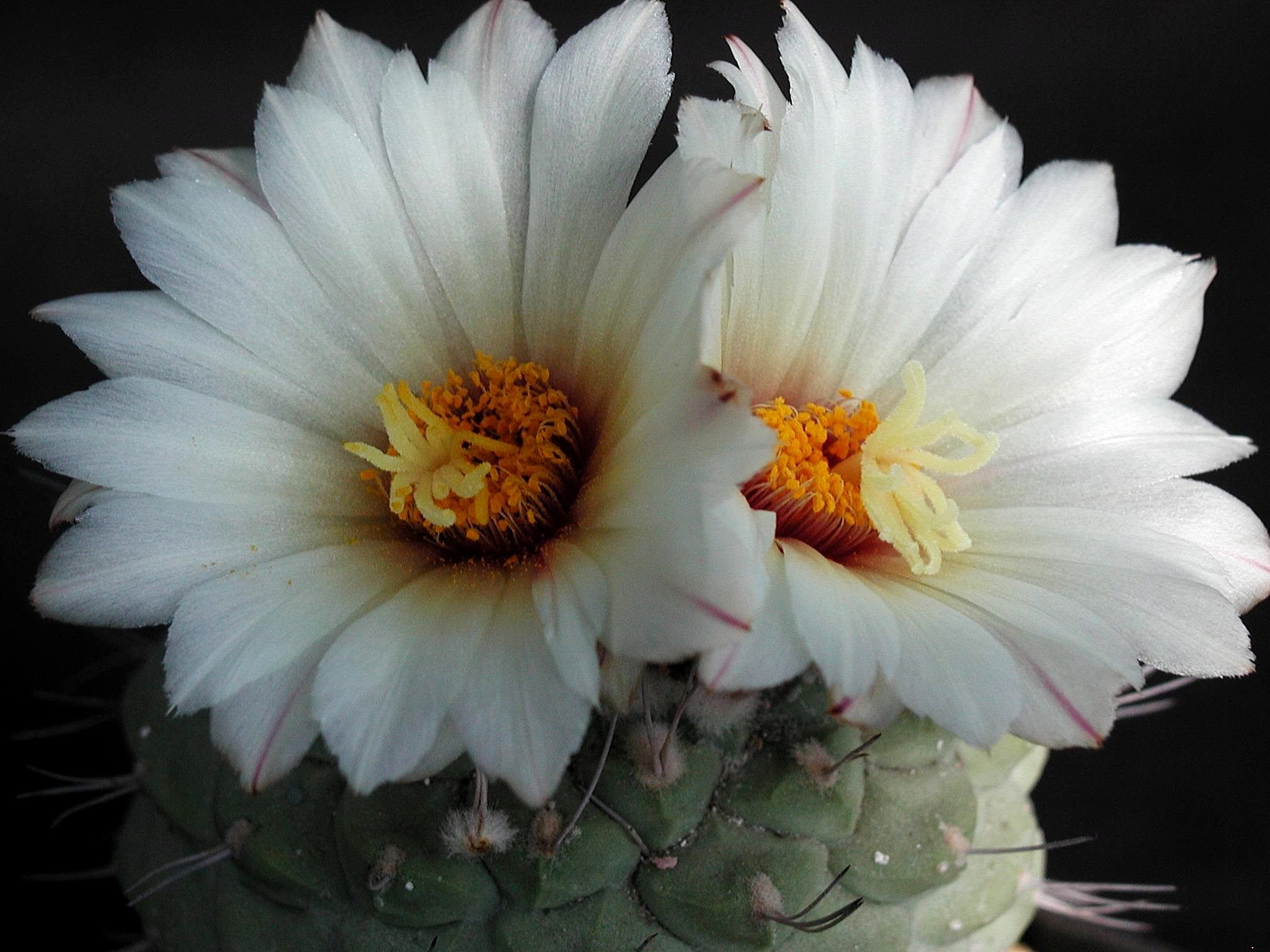
Квіти Strombocactus disciformis

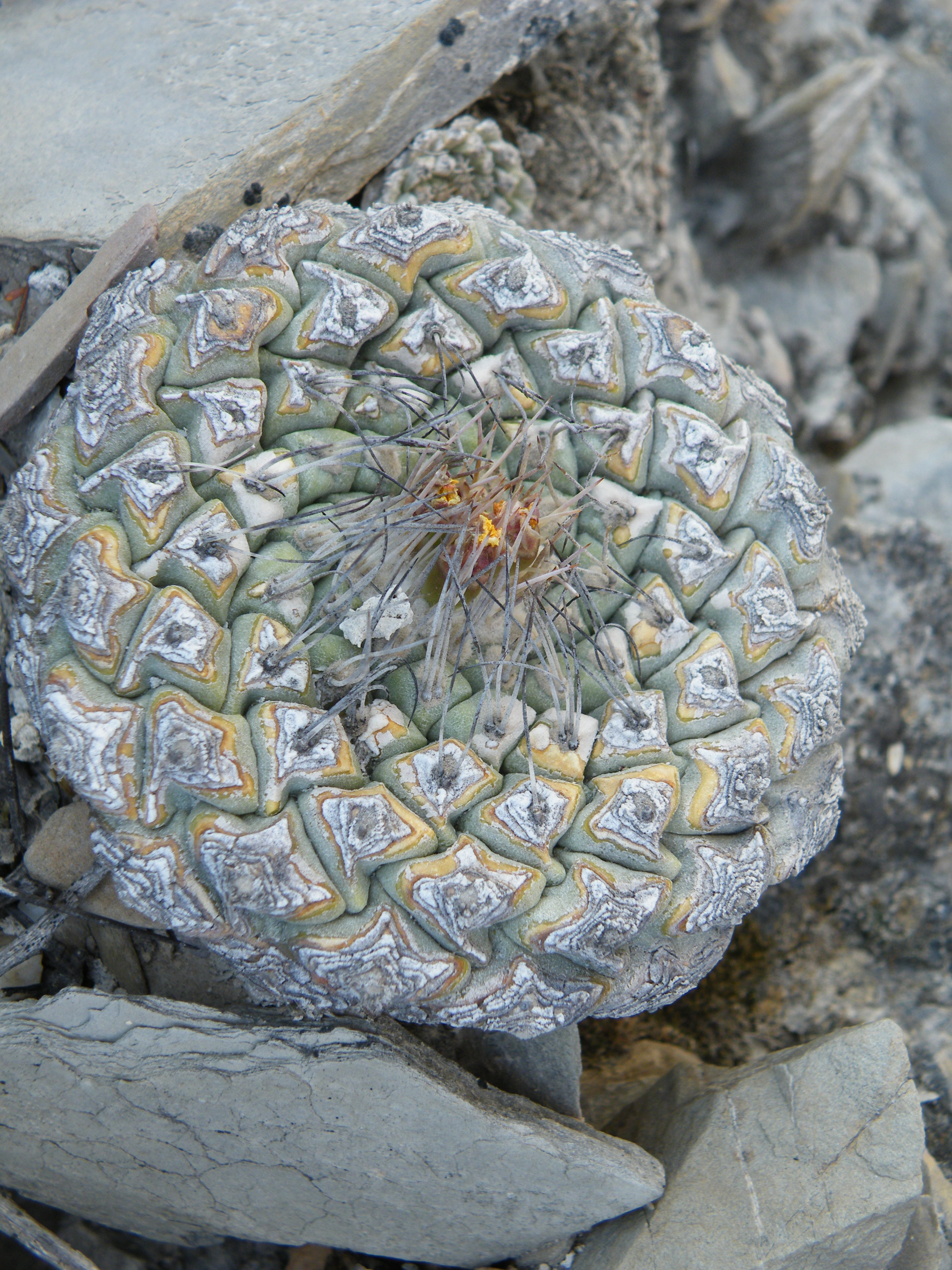
Стромбокактус поблизу Пена-Бланка, штат Керетаро, Мексика

Стебло світле, блакитно-зелене або сірувате, у молодих рослин кулясте, з часом дисковидне, до 8 см в діаметрі. Корінь потужний, ріповидний. Ребра повністю розділені на чотиригранні, плоскі, спиралевидно і щільно розташовані сосочки, що додають рослині зовнішню схожість з незрілою ялиновою шишкою. Радіальні колючки білі, дуже дрібні і тонкі, утримуються тільки на молодих ареолах, що містять невелику кількість білої повсті. Центральні колючки відсутні. Колючки помітні лише у молодих рослин, або в зоні росту, в старості кальцинуються і опадають. Квітки кремово-білі, близько 2 см завдовжки і 2-3 см в діаметрі, з'являються ранньою весною на верхівці рослини з наймолодших ареол і відкриті протягом декількох днів. Плоди брудно-коричневі, сухі, до 0,7 см завдовжки, після дозрівання лопаються. Насіння пилоподібне, буре.

## Підвиди
Розпізнають два підвиди Strombocactus disciformis.

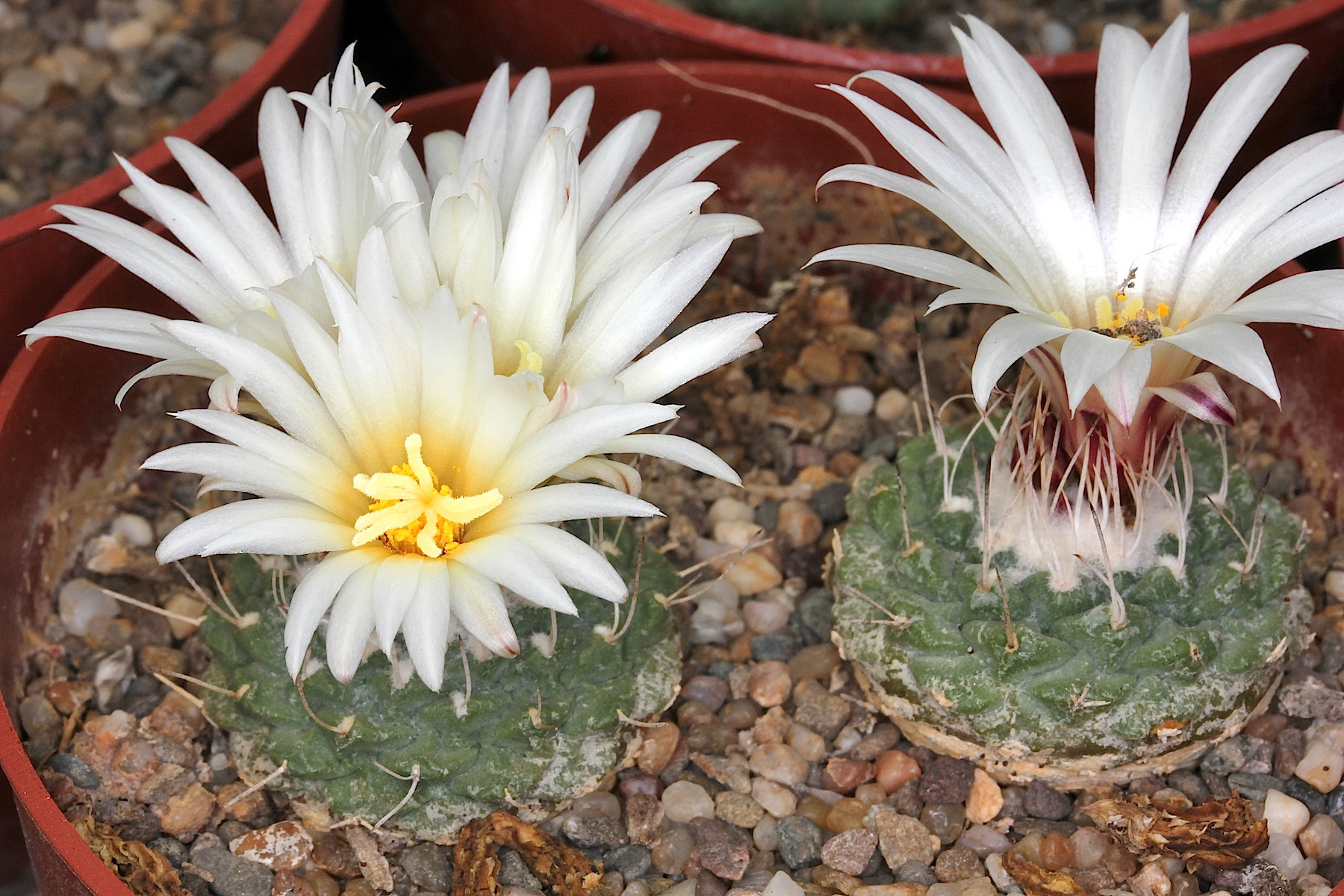
Strombocactus disciformis subsp. disciformis

### Підвид—Strombocactus disciformis subsp. disciformis

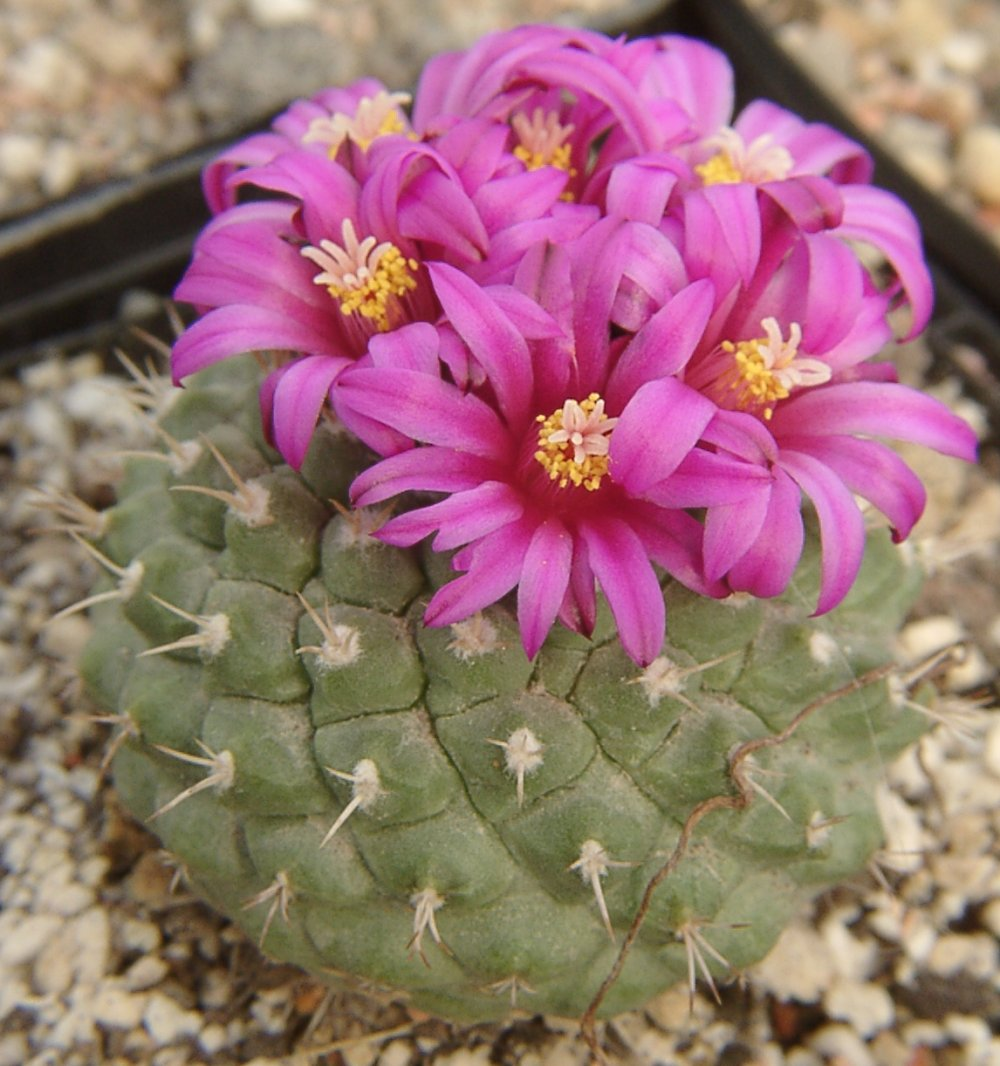
Strombocactus disciformis subsp. esperanzae

Стебло розміром 3-9 см в діаметрі.
Колючок — 1-4.
Квіти кремового відтінку.
Ареал зростання — досить обширний — зустрічається у досить помітних кількостях в окремих місцях в Керетаро і Ідальго.

### Підвид—Strombocactus disciformis subsp. esperanzae
Стебло 2,5-3,5 см в діаметрі, іноді 4,5 см.
Колючок — тільки одна.
Квіти бузкового відтінку.
Ареал зростання — Гуанахуато.
Найвідмітіша відмінність від Strombocactus disciformis subsp. disciformis — насичена темно-бузкова квітка.
Цей підвид описали Чарльз Гласс і Сальвадор Аріас 30 жовтня 1996 року. Опис було вперше опубліковане в Британському журналі «British Cactus & Succulent Journal».
Рослина названа на честь Есперанса Бенавідеса де Веласкеса — місцевого вождя, який допоміг визначити місце розташування квітучої рослини для того, щоб її сфотографувати.
У дикій природі відоме існування тільки декільких невеликих груп цих рослин, у кожній групі росте лише кілька особин.

## Охорона у природі

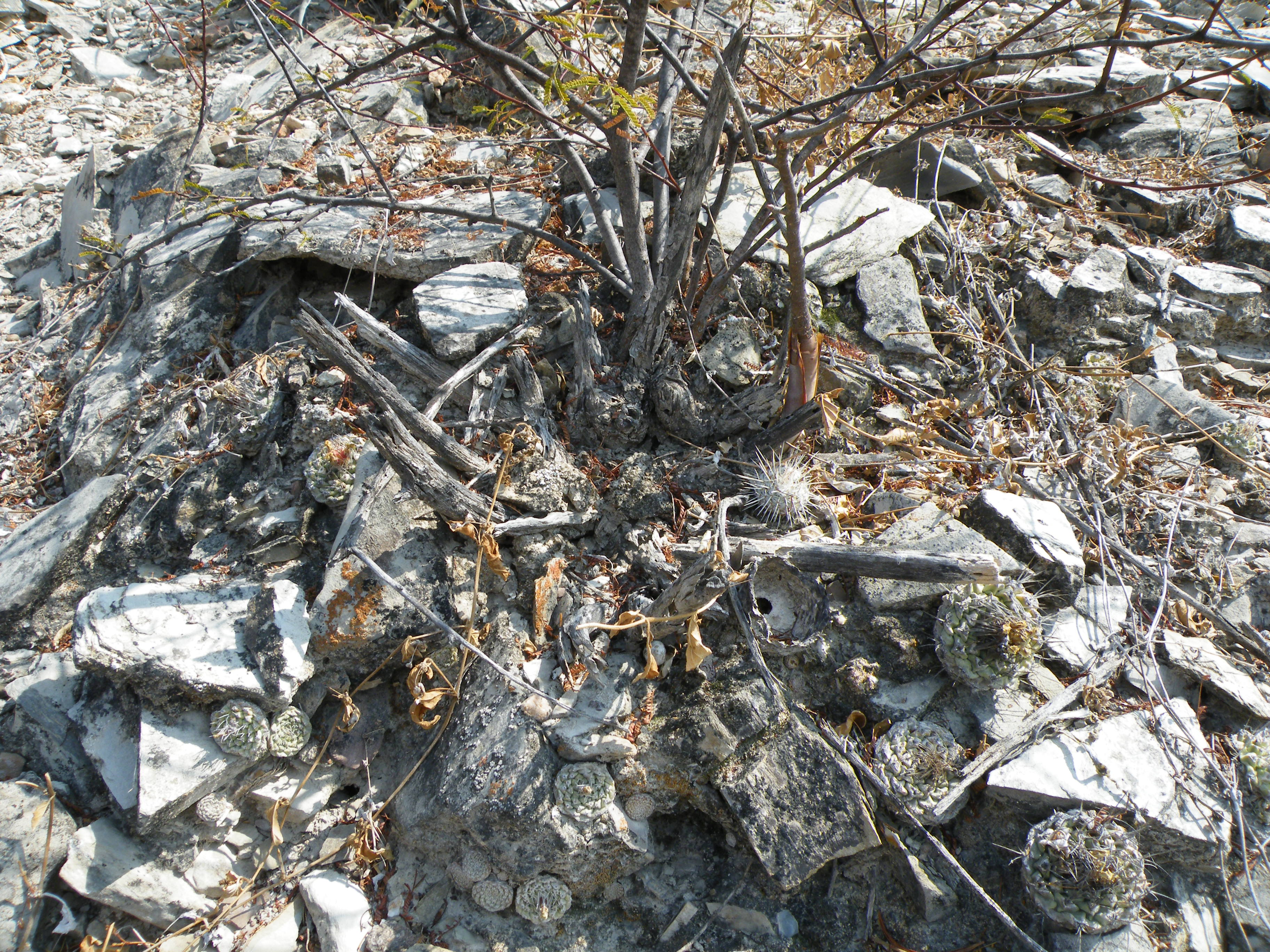
Місце зростання Strombocactus disciformis поблизу Пена-Бланка, штат Керетаро, Мексика

Strombocactus disciformis занесений до Червоного списку Міжнародного Союзу Охорони Природи, статус: «Уразливі види» через обмеженість ареалу (площа близько 4 500 км²). Локалітети відомі в 19 місцях. Кількість статевозрілих рослин скорочується через незаконний збір.
Strombocactus disciformis занесений в Мексиці до Національного переліку видів під загрозою зникнення.
Занесений до Додатку I Конвенці] про міжнародну торгівлю видами дикої фауни і флори, що перебувають під загрозою зникнення (СІТЕС).

## Культивування

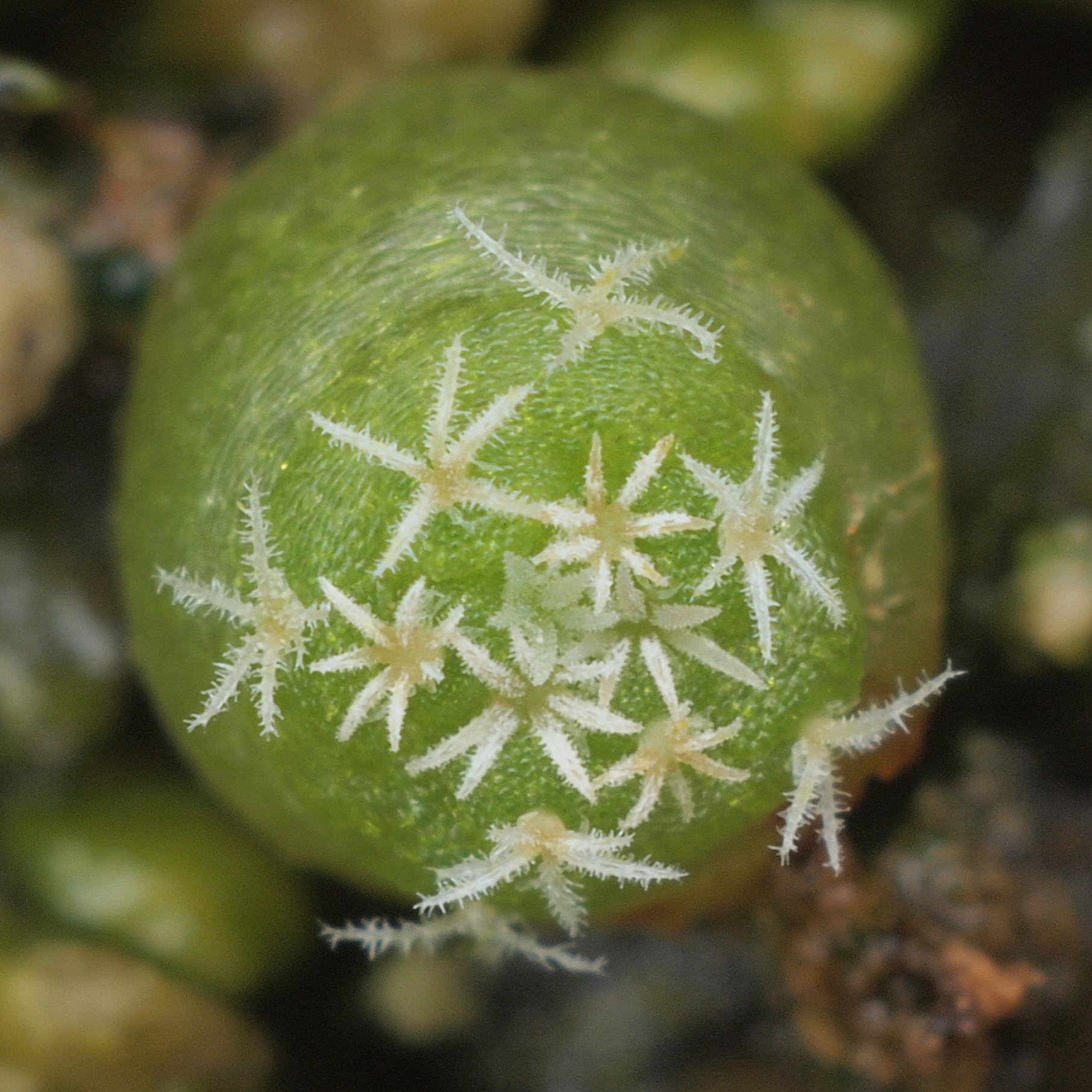
Сіянець Strombocactus disciformis

Стромбокактуси характеризуються вкрай повільним зростанням, а в період посух по саму верхівку втягуються в спечений ґрунт, швидше нагадуючи скам'янілі панцири плоских раковин, ніж живі рослини. Штучне прискорення зростання за рахунок частих поливань або внесення в ґрунт добрив нерідко закінчується загибеллю рослин.
Субстрат для вазонів стромбокактусів найкраще складати з 40 % суглинку, 40 % гравійних складових, а решта — наповнювачі лише з невеликою домішкою листової землі в придонній частині горщиків. pH — близько 5,8. На відміну від природних умов, в колекціях рослини розташовують в злегка затіненому місці при обмеженому поливі в період вегетації. Зимівля — суха при температурі 8-12 °C.
Основний вид розмноження стромбокактусів — посів пилоподібного насіння у вологому, бажано герметично закритому, стерильному середовищі на піщанистому субстраті з добавкою до 30 % дернової землі, змішаної з верховим торфом.
Насіння проростає дружно, але сходи розвиваються дуже повільно. Щеплення сіянців прискорює їх зростання, але при цьому погіршує природний габітус рослин.